# Pelasgía
Pelasgía (en griego: Πελασγία) es una ciudad de Ftiótide, Grecia con una población de 3310 habitantes (censo de 2001). Desde la reforma del gobierno local de 2011 es parte del municipio de Stylida, del que es una unidad municipal. Las ruinas en las afueras del pueblo se cree que son los restos de la antigua Larisa Cremaste, un asentamiento que data por lo menos de los siglos IV y V a. C. y habitado por lo menos hasta principios de la época bizantina. Los sustanciales muros exteriores de la antigua acrópolis son todavía visibles, y los mosaicos de una primitiva basílica cristiana han sido descubiertos a poca distancia. 

## Nombre
El nombre de la ciudad fue Gardiki hasta 1927, cuando fue renombrada como Pelasgía. El antiguo asentamiento aparece mencionado en Homero en conexión con una tribu llamada pelasgos, de la que el pueblo moderno deriva su nombre.